# Bory de Bori és Borfői
Bory de Bori és Borfői ist der Name eines ungarischen Uradelsgeschlechtes, das im Komitat Hont ansässig war. Es zählt zu den ältesten Adelsfamilien von Ungarn und gehört teilweise zum Hochadel.

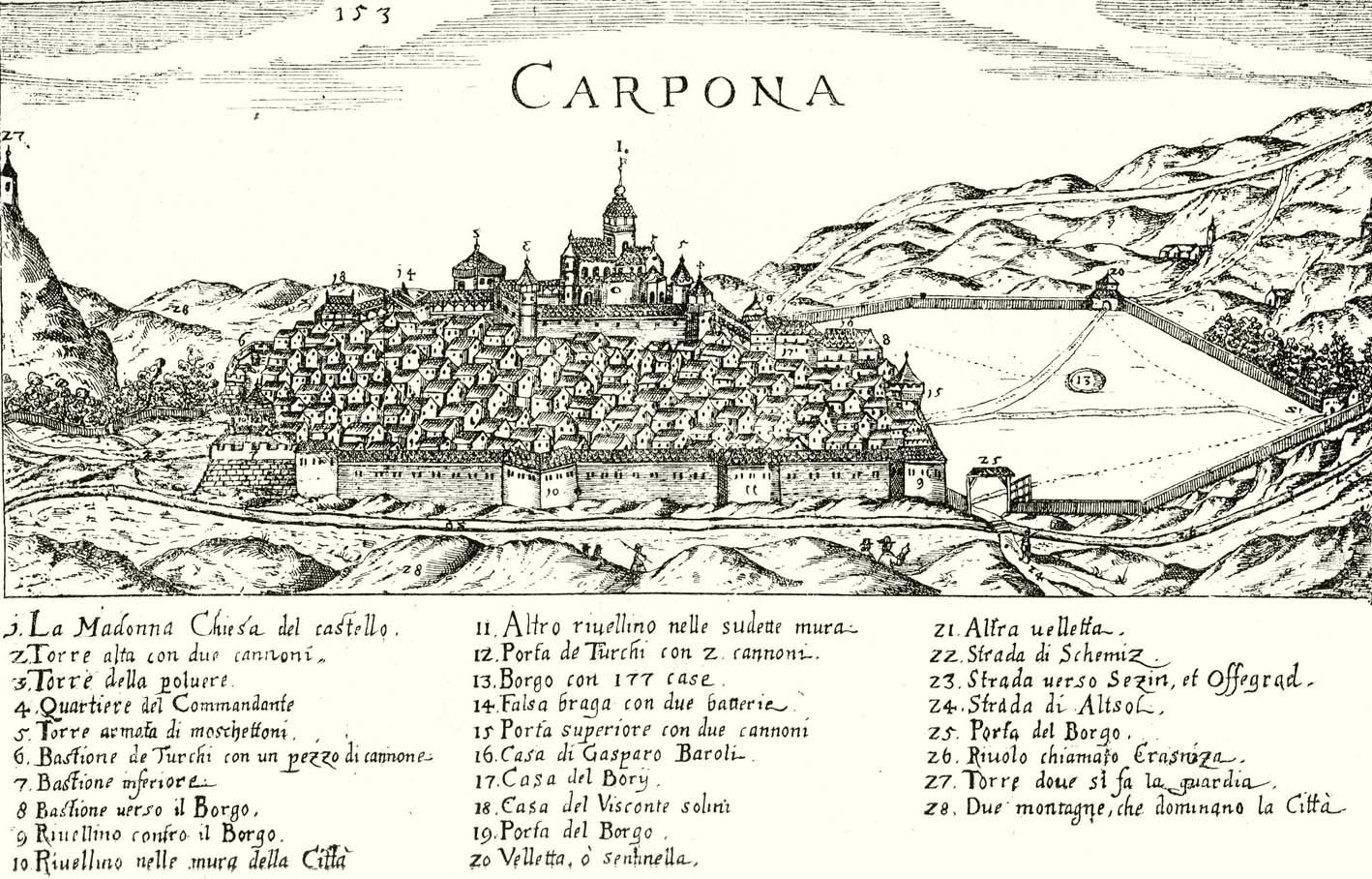
Ansicht von Krupina im 16. Jahrhundert mit dem Palais der Familie Bory (Nr. 17)

## Geschichte
Die erste urkundliche Erwähnung des Geschlechts stammt aus dem 12. Jahrhundert, aber der Aufstieg begann erst unter König Ladislaus IV. von Ungarn. Dieser gab eine Schenkung auf die Herrschaft Bory im Komitat Hont, weil Mitglieder des Geschlechtes tapfer gegen König Ottokar II. Přemysl gekämpft hatten.
Im 16. Jahrhundert blühte das Geschlecht hauptsächlich durch militärische Verdienste gegen das Osmanische Reich. Ein Mitglied war Michael Bory, der tapfer die Burg Nograd und Drégely verteidigte. Seine Tapferkeit erwies sich auch in der Schlacht von Pukanec im Jahr 1574.
Im 17. Jahrhundert wurde ein weiterer Michael Bory von Kaiser Leopold I. zum Hauptmann von Krupina ernannt. Seine hohe militärische Position konnte er nutzen, um Kontakte zu knüpfen. Sein engster Freund war Graf Franz Wesselényi, mit dem er die Magnatenverschwörung organisierte und unterstützte. Wesselenyi ernannte ihn zum persönlichen Botschafter in Regensburg beim Kurfürsten und Erzbischof von Mainz, Johann Philipp von Schönborn.
Im 18. Jahrhundert erwarb das Geschlecht Herrschaften im Komitat Neograd, unter anderem Felsőpetény, Karancskeszi und Tereska.
Das Geschlecht ist verwandt mit bekannten Adelsgeschlechtern wie u. a. Balassa, Hellenbach, Vecsey, Gosztonyi, Sembery, Madach, Pomothy, Dalmady und Kapy.

## Bekannte Mitglieder

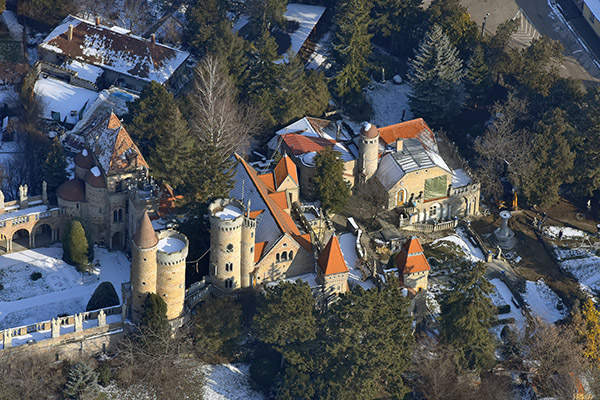
Burg Bory

- Paul Bory de Bori és Borfői, Kommandant bei der Schlacht von Szikszó 1588
- Gabor Bory de Bori és Borfői, Verteidiger der Burg Léva während der Zeit des Aufstandes von Franz II. Rákóczi
- Michael Bory de Bori és Borfői, Hauptmann von Krupina und Botschafter beim Kurfürsten und Erzbischof von Mainz Johann Philipp von Schönborn
- Joannes Bory de Bori és Borfői (1741–1807), Richter im Komitat Hont, Ehemann von Barbara Gosztonyi einer direkten Nachfahrin von Vlad III. Drăculea.
- Nicolaus Bory de Bori és Borfői (1783–1829), königlicher Berater und Ehemann von Carolina Baroness Hellenbach de Paczolay, die Mitglied im Sternkreuzorden war
- Michael Bory de Bori és Borfői (1825–1900), administrativer Offizier in Demandice
- Eugen Bory de Bori és Borfői (1879–1959), Erbauer der Burg Bory

## Wappen
Der Schild zeigt einen geharnischten gebogenen Arm, der einen Krummsäbel hält, auf dessen Spitze ein schnurrbärtiger, mit Turban bedeckter, vom Rumpfe getrennter Türkenschädel gespießt erscheint, dessen Hals vom Säbel durchbohrt wird.
Als Helmkleinod erscheint die Schildfigur erneut, begleitet von einer Mondsichel und einem sechsstrahligen Stern.